# Padma Shri (2000–2009)
La Padma Shri est la quatrième décoration civile en importance de l'Inde dont les récipiendaires des années 2000-2009 sont listés ci-dessous

## Récipiendaires de l'année 2000
| Année | Nom                                      | Domaine                  | État               | Pays        |
| ----- | ---------------------------------------- | ------------------------ | ------------------ | ----------- |
| 2000  | Dr. Dashrath Yadav                       | Médecine                 | Uttar Pradesh      | Inde        |
| 2000  | Dr. Gurdev Singh Khush (pa)              | Sciences et génie        |                    | Philippines |
| 2000  | Dr. Gurumukh Sajanmal Sainani            | Médecine                 | Maharashtra        | Inde        |
| 2000  | Dr. Hanumappa Sudarshan (en)             | Travail social           | Karnataka          | Inde        |
| 2000  | Dr. Immaneni Sathyamurthy (en)           | Médecine                 | Tamil Nadu         | Inde        |
| 2000  | Dr. Kirpal Singh Chugh (en)              | Médecine                 | Chandigarh         | Inde        |
| 2000  | Dr. Mahendra Bhandari (te)               | Médecine                 | Uttar Pradesh      | Inde        |
| 2000  | Dr. Mandan Mishra (hi)                   | Littérature et éducation | Delhi              | Inde        |
| 2000  | Dr. Mathew Samuel Kalarickal             | Médecine                 | Tamil Nadu         | Inde        |
| 2000  | Dr. Parasu Ram Mishra                    | Sciences et génie        | Jharkhand          | Inde        |
| 2000  | Dr. Pradeep Kumar Dave                   | Médecine                 | Uttar Pradesh      | Inde        |
| 2000  | Dr. Ramanand Sagar                       | Arts                     | Maharashtra        | Inde        |
| 2000  | Dr. Vijay Pandurang Bhatkar (en)         | Sciences et génie        | Maharashtra        | Inde        |
| 2000  | Dr. Vipin Buckshey (en)                  | Médecine                 | Delhi              | Inde        |
| 2000  | Mme Neidonuo Angami                      | Travail social           | Nagaland           | Inde        |
| 2000  | Prof. Grigoriy Lvovitch Bondarevsky (ru) | Littérature et éducation |                    | Russie      |
| 2000  | Prof. Kakarla Subba Rao (en)             | Médecine                 | Andhra Pradesh     | Inde        |
| 2000  | Abdur Rahman Rahi                        | Littérature et éducation | Jammu-et-Cachemire | Inde        |
| 2000  | Allah Rakha Rahman                       | Arts                     | Tamil Nadu         | Inde        |
| 2000  | Aloysius Prakash Fernandez (en)          | Autre                    | Karnataka          | Inde        |
| 2000  | Alyque Padamsee (en)                     | Arts                     | Maharashtra        | Inde        |
| 2000  | Dina Nath Malhotra (hi)                  | Autre                    | Delhi              | Inde        |
| 2000  | Elangbam Nilakanta Singh (en)            | Littérature et éducation | Manipur            | Inde        |
| 2000  | Enuga Sreenivasulu Reddy (en)            | Affaires publiques       |                    | États-Unis  |
| 2000  | Gopalasamy Govindarajan                  | Sciences et génie        | Maharashtra        | Inde        |
| 2000  | Jagan Nath Kaul (en)                     | Travail social           | Haryana            | Inde        |
| 2000  | Kalika Prasad Saxena (hi)                | Littérature et éducation | Uttar Pradesh      | Inde        |
| 2000  | Kanhai Chitrakar (en)                    | Arts                     | Uttar Pradesh      | Inde        |
| 2000  | Nagavara Ramarao Narayana Murthy (en)    | Commerce et industrie    | Karnataka          | Inde        |
| 2000  | Pahlira Sena Chawngthu                   | Littérature et éducation | Mizoram            | Inde        |
| 2000  | Rabindra Nath Upadhyay (en)              | Travail social           | Assam              | Inde        |
| 2000  | Satya Narayan Gourisaria (en)            | Affaires publiques       |                    | Royaume-Uni |
| 2000  | Shekhar Kapur                            | Arts                     | Maharashtra        | Inde        |
| 2000  | Vaidya Suresh Chandra Chaturvedi (en)    | Médecine                 | Maharashtra        | Inde        |
| 2000  | Anjolie Ela Menon (hi)                   | Arts                     | Delhi              | Inde        |
| 2000  | Hema Malini                              | Arts                     | Maharashtra        | Inde        |
| 2000  | Janaky Athi Nahappan (en)                | Travail social           |                    | Malaisie    |
| 2000  | Nabaneeta Dev Sen (en)                   | Littérature et éducation | Bengale-Occidental | Inde        |
| 2000  | Patricia Mukhim (en)                     | Travail social           | Meghalaya          | Inde        |
| 2000  | Piloo Nowshir Jungalwalla (en)           | Littérature et éducation | Delhi              | Inde        |
| 2000  | Santosh Yadav                            | Sports                   | Delhi              | Inde        |
| 2000  | Shubha Mudgal (en)                       | Arts                     | Delhi              | Inde        |

## Récipiendaires de l'année 2001
| Année | Nom                                              | Domaine                  | État                     | Pays       |
| ----- | ------------------------------------------------ | ------------------------ | ------------------------ | ---------- |
| 2001  | L'évêque Mulanakuzhiyil Abraham Thomas           | Travail social           | Rajasthan                | Inde       |
| 2001  | Dr. Ketayun Ardeshir Dinshaw                     | Sciences et génie        | Maharashtra              | Inde       |
| 2001  | Dr. Avadhanam Sita Raman                         | Arts                     | Tamil Nadu               | Inde       |
| 2001  | Dr. Bhabendra Nath Saikia                        | Littérature et éducation | Assam                    | Inde       |
| 2001  | Dr. Chandrasekhara Basavanneppa Kambar           | Littérature et éducation | Karnataka                | Inde       |
| 2001  | Dr. Chandrathil Gouri Krishnadas Nair            | Sciences et génie        | Karnataka                | Inde       |
| 2001  | Dr. Chittoor Mohammed Habeebullah                | Médecine                 | Andhra Pradesh           | Inde       |
| 2001  | Dr. Dasari Prasada Rao                           | Médecine                 | Andhra Pradesh           | Inde       |
| 2001  | Dr. Dasika Durga Prasada Rao                     | Sciences et génie        | Andhra Pradesh           | Inde       |
| 2001  | Dr. Devegowda Javaregowda                        | Littérature et éducation | Karnataka                | Inde       |
| 2001  | Dr. Jyoti Bhushan Banerji                        | Médecine                 | Uttar Pradesh            | Inde       |
| 2001  | Dr. Kallam Anji Reddy                            | Commerce et industrie    | Andhra Pradesh           | Inde       |
| 2001  | Dr. Krishna Prasad Singh Verma                   | Médecine                 | Delhi                    | Inde       |
| 2001  | Dr. Madabusi Santanam Raghunathan                | Sciences et génie        | Maharashtra              | Inde       |
| 2001  | Dr. Madhavan Krishnan Nair                       | Médecine                 | Kerala                   | Inde       |
| 2001  | Dr. Mool Chand Maheshwari                        | Médecine                 | Delhi                    | Inde       |
| 2001  | Dr. Nerella Venumadhav                           | Arts                     | Andhra Pradesh           | Inde       |
| 2001  | Dr. Paul Ratnasamy                               | Sciences et génie        | Maharashtra              | Inde       |
| 2001  | Dr. Prem Shanker Goel                            | Sciences et génie        | Karnataka                | Inde       |
| 2001  | Dr. Ravindra Kumar                               | Littérature et éducation | Uttar Pradesh            | Inde       |
| 2001  | Dr. S.T. Gnanananda Kavi                         | Littérature et éducation | Andhra Pradesh           | Inde       |
| 2001  | Dr. Sandip Kumar Basu                            | Sciences et génie        | Delhi                    | Inde       |
| 2001  | Dr. Sanjaya Rajaram                              | Sciences et génie        |                          | Mexique    |
| 2001  | Dr. Sharadkumar Dicksheet                        | Médecine                 |                          | États-Unis |
| 2001  | Dr. Siramdasu Venkata Rama Rao                   | Arts                     | Andhra Pradesh           | Inde       |
| 2001  | Dr. Sunil Manilal Kothari                        | Arts                     | Delhi                    | Inde       |
| 2001  | Dr. Thirumalachari Ramasami                      | Sciences et génie        | Tamil Nadu               | Inde       |
| 2001  | Dr. (Prof.) Bhupathiraju Somaraju                | Médecine                 | Andhra Pradesh           | Inde       |
| 2001  | Dr. Mme Gouri Sen                                | Médecine                 | Delhi                    | Inde       |
| 2001  | Lt.Gen. Mohammad Ahmed Zaki                      | Service public           | Andhra Pradesh           | Inde       |
| 2001  | Mme Alaka Keshav Deshpande                       | Médecine                 | Maharashtra              | Inde       |
| 2001  | Mme Bhuvneshwari Kumari                          | Sports                   | Delhi                    | Inde       |
| 2001  | Mme Malathi Krishnamurthy Holla                  | Sports                   | Karnataka                | Inde       |
| 2001  | Mme Sunita Rani                                  | Sports                   | Pendjab                  | Inde       |
| 2001  | Mme Tulasi Munda                                 | Travail social           | Orissa                   | Inde       |
| 2001  | Prof. Ashoke Sen                                 | Sciences et génie        | Uttar Pradesh            | Inde       |
| 2001  | Prof. Bala V. Balachandran                       | Littérature et éducation |                          | États-Unis |
| 2001  | Prof. Bikash Chandra Sinha                       | Sciences et génie        | Bengale-Occidental       | Inde       |
| 2001  | Prof. Goverdhan Mehta                            | Sciences et génie        | Karnataka                | Inde       |
| 2001  | Prof. Mohammad Shafi                             | Sciences et génie        | Uttar Pradesh            | Inde       |
| 2001  | Prof. Suhas Pandurang Sukhatme                   | Sciences et génie        | Maharashtra              | Inde       |
| 2001  | Prof. Tiruppattur Venkatachalamurti Ramakrishnan | Sciences et génie        | Karnataka                | Inde       |
| 2001  | Aamir Raza Husain                                | Arts                     | Delhi                    | Inde       |
| 2001  | Bisweswar Bhattacharjee                          | Sciences et génie        | Maharashtra              | Inde       |
| 2001  | Datla Venkata Suryanarayana Raju                 | Arts                     | Andhra Pradesh           | Inde       |
| 2001  | Dhanraj Pillay                                   | Sports                   | Maharashtra              | Inde       |
| 2001  | Elattuvalapil Sreedharan                         | Service public           | Kerala                   | Inde       |
| 2001  | Kalidas Gupta Riza                               | Littérature et éducation | Maharashtra              | Inde       |
| 2001  | Kandathil Mammen Philip                          | Commerce et industrie    | Maharashtra              | Inde       |
| 2001  | Keshavkumar Chintaman Ketkar                     | Littérature et éducation | Maharashtra              | Inde       |
| 2001  | Khalid Abdul Hamid Ansari                        | Littérature et éducation | Maharashtra              | Inde       |
| 2001  | Laishram Nabakishore Singh                       | Médecine                 | Manipur                  | Inde       |
| 2001  | Leander Adrian Paes                              | Sports                   | Bengale-Occidental       | Inde       |
| 2001  | Mahesh Bhupathi                                  | Sports                   | Karnataka                | Inde       |
| 2001  | Manoj Das                                        | Littérature et éducation | Territoire de Pondichéry | Inde       |
| 2001  | Mohammed Tayab Khan                              | Arts                     | Rajasthan                | Inde       |
| 2001  | Mohan Ranade                                     | Affaires publiques       | Maharashtra              | Inde       |
| 2001  | M. Mohanlal Vishwanathan Nair                    | Arts                     | Kerala                   | Inde       |
| 2001  | Sripathi Panditharadhyula Balasubrahmanyam       | Arts                     | Andhra Pradesh           | Inde       |
| 2001  | Thota Tharani                                    | Arts                     | Tamil Nadu               | Inde       |
| 2001  | Vachnesh Tripathi                                | Littérature et éducation | Uttar Pradesh            | Inde       |
| 2001  | Vijay Kumar Chaturvedi                           | Sciences et génie        | Maharashtra              | Inde       |
| 2001  | Jeelani Bano                                     | Littérature et éducation | Andhra Pradesh           | Inde       |
| 2001  | Padma Sachdev                                    | Littérature et éducation | Delhi                    | Inde       |
| 2001  | Padmaja Phenany Joglekar                         | Arts                     | Maharashtra              | Inde       |
| 2001  | Sobha Naidu                                      | Arts                     | Andhra Pradesh           | Inde       |

## Récipiendaires de l'année 2002
| Année | Nom                                   | Domaine                  | État               | Pays       |
| ----- | ------------------------------------- | ------------------------ | ------------------ | ---------- |
| 2002  | Dr. Anand Swarup Arya                 | Sciences et génie        | Uttarakhand        | Inde       |
| 2002  | Dr. Apathukatha Sivathanu Pillai      | Sciences et génie        | Delhi              | Inde       |
| 2002  | Dr. Ashok Jhunjhunwala                | Sciences et génie        | Tamil Nadu         | Inde       |
| 2002  | Dr. Ashok Ramchandra Kelkar           | Littérature et éducation | Maharashtra        | Inde       |
| 2002  | Dr. Atluri Sriman Narayana            | Médecine                 | Andhra Pradesh     | Inde       |
| 2002  | Dr. Byrana Nagappa Suresh             | Sciences et génie        | Kerala             | Inde       |
| 2002  | Dr. Chaitanyamoy Ganguly              | Sciences et génie        | Andhra Pradesh     | Inde       |
| 2002  | Dr. Duvvuru Nageshwar Reddy           | Médecine                 | Andhra Pradesh     | Inde       |
| 2002  | Dr. Gullapalli Nageswara Rao          | Médecine                 | Andhra Pradesh     | Inde       |
| 2002  | Dr. Harsh Mahajan                     | Médecine                 | Delhi              | Inde       |
| 2002  | Dr. Harshel Sawi Luaia                | Travail social           | Mizoram            | Inde       |
| 2002  | Dr. Idupuganti Venkata Subba Rao      | Sciences et génie        | Andhra Pradesh     | Inde       |
| 2002  | Dr. Kamaljit Singh Paul               | Médecine                 |                    | États-Unis |
| 2002  | Dr. Karimpat Mathangi Ramakrishnan    | Médecine                 | Tamil Nadu         | Inde       |
| 2002  | Dr. Kim Yang Shik                     | Littérature et éducation |                    | Inde       |
| 2002  | Dr. Kiran Martin                      | Travail social           | Delhi              | Inde       |
| 2002  | Dr. Kota Harinarayana                 | Sciences et génie        | Karnataka          | Inde       |
| 2002  | Dr. Munirathna Anandakrishnan         | Littérature et éducation | Tamil Nadu         | Inde       |
| 2002  | Dr. Pradeep Chowbey (en)              | Médecine                 | Delhi              | Inde       |
| 2002  | Dr. Prahlad Kumar Sethi               | Médecine                 | Delhi              | Inde       |
| 2002  | Dr. Prakash Murlidhar Amte            | Travail social           | Maharashtra        | Inde       |
| 2002  | Dr. Prakash Nanalal Kothari           | Médecine                 | Maharashtra        | Inde       |
| 2002  | Dr. Satish Chandra Rai                | Affaires publiques       | Uttar Pradesh      | Inde       |
| 2002  | Dr. Sivananda Rajaram                 | Travail social           | Tamil Nadu         | Inde       |
| 2002  | Dr. Suresh Hariram Advani             | Médecine                 | Maharashtra        | Inde       |
| 2002  | Dr. Turlapaty Kutumba Rao             | Littérature et éducation | Andhra Pradesh     | Inde       |
| 2002  | Dr. Vikram Marwaha                    | Médecine                 | Maharashtra        | Inde       |
| 2002  | Mme Saroja Vaidyanathan               | Arts                     | Delhi              | Inde       |
| 2002  | Mme Darshana Navnitlal Jhaveri        | Arts                     | Maharashtra        | Inde       |
| 2002  | Mme Diana Fram Edulji                 | Sports                   | Maharashtra        | Inde       |
| 2002  | Mme Kiran Segal                       | Arts                     | Delhi              | Inde       |
| 2002  | Pandit Vishwa Mohan Bhatt             | Arts                     | Rajasthan          | Inde       |
| 2002  | Prof. Amitav Malik                    | Sciences et génie        | Delhi              | Inde       |
| 2002  | Prof. Dorairajan Balasubramanian      | Sciences et génie        | Andhra Pradesh     | Inde       |
| 2002  | Prof. Narayanaswamy Balakrishnan      | Sciences et génie        | Karnataka          | Inde       |
| 2002  | Prof. Padmanabhan Balaram             | Sciences et génie        | Karnataka          | Inde       |
| 2002  | Prof. Ramanath Cowsik                 | Sciences et génie        | Karnataka          | Inde       |
| 2002  | Prof. Vijay Kumar Dada                | Médecine                 | Delhi              | Inde       |
| 2002  | Dimitris C. Velissaropoulos           | Littérature et éducation |                    | Grèce      |
| 2002  | Fazal Mohammad                        | Arts                     | Uttar Pradesh      | Inde       |
| 2002  | Gopal Chhotray                        | Littérature et éducation | Delhi              | Inde       |
| 2002  | Govind Nihalani                       | Arts                     | Maharashtra        | Inde       |
| 2002  | Gyan Chand Jain                       | Littérature et éducation | Delhi              | Inde       |
| 2002  | Hirebettu Sadananda Kamath            | Sciences et génie        | Maharashtra        | Inde       |
| 2002  | Jaspal Rana                           | Sports                   | Delhi              | Inde       |
| 2002  | Katuru Narayana                       | Sciences et génie        | Andhra Pradesh     | Inde       |
| 2002  | Madhu Mangesh Karnik                  | Littérature et éducation | Maharashtra        | Inde       |
| 2002  | Mani Ratnam                           | Arts                     | Tamil Nadu         | Inde       |
| 2002  | Muzaffer Hussain                      | Littérature et éducation | Maharashtra        | Inde       |
| 2002  | Navaneetham Padmanabha Seshadri       | Arts                     | Delhi              | Inde       |
| 2002  | Phillips Talbot                       | Affaires publiques       |                    | États-Unis |
| 2002  | Rajan Devadas                         | Arts                     |                    | États-Unis |
| 2002  | Tarō Nakayama                         | Affaires publiques       |                    | Japon      |
| 2002  | Thettagudi Hariharasarama Vinayakram  | Arts                     | Tamil Nadu         | Inde       |
| 2002  | Veettikat Kunduthodiyil Madhvan Kutty | Littérature et éducation | Haryana            | Inde       |
| 2002  | Virendra Kumar Sharma                 | Sciences et génie        | Maharashtra        | Inde       |
| 2002  | Viresh Pratap Chaudhry                | Affaires publiques       | Delhi              | Inde       |
| 2002  | Wannakuwattawaduge Don Amardeva       | Arts                     |                    | Sri Lanka  |
| 2002  | Mani Krishnaswami                     | Arts                     | Tamil Nadu         | Inde       |
| 2002  | Manorama                              | Arts                     | Tamil Nadu         | Inde       |
| 2002  | Norma Alvares                         | Travail social           | Goa                | Inde       |
| 2002  | Prema Narendra Purao                  | Travail social           | Maharashtra        | Inde       |
| 2002  | Pushpa Bhuyan                         | Arts                     | Assam              | Inde       |
| 2002  | Raj Begum                             | Arts                     | Jammu-et-Cachemire | Inde       |
| 2002  | Ustad Abdul Latif Khan                | Arts                     | Madhya Pradesh     | Inde       |

## Récipiendaires de l'année 2003
| Année | Nom                                      | Domaine                  | État               | Pays   |
| ----- | ---------------------------------------- | ------------------------ | ------------------ | ------ |
| 2003  | Dr. Ashok Seth                           | Médecine                 | Delhi              | Inde   |
| 2003  | Dr. Chawngthu Lalhmingliana              | Travail social           | Mizoram            | Inde   |
| 2003  | Dr. Francis Dore                         | Affaires Publiques       |                    | France |
| 2003  | Dr. Gyan Chandra Mishra                  | Sciences et génie        | Maharashtra        | Inde   |
| 2003  | Dr. Jagdish Chaturvedi                   | Littérature et éducation | Delhi              | Inde   |
| 2003  | Dr. Jai Bhagwan Chowdhury                | Sciences et génie        | Haryana            | Inde   |
| 2003  | Dr. Jai Pal Mittal                       | Sciences et génie        | Maharashtra        | Inde   |
| 2003  | Dr. Motilal Jotwani                      | Littérature et éducation | Delhi              | Inde   |
| 2003  | Dr. Neelakanta Ramakrishna Madhava Menon | Affaires Publiques       | Kerala             | Inde   |
| 2003  | Dr. Pritam Singh                         | Littérature et éducation | Uttar Pradesh      | Inde   |
| 2003  | Dr. Rajagopalan Krishnan Vaidian         | Médecine                 | Kerala             | Inde   |
| 2003  | Dr. Sarvagya Singh Katiyar               | Sciences et génie        | Uttar Pradesh      | Inde   |
| 2003  | Dr. Vijay Prakash Singh                  | Médecine                 | Bihar              | Inde   |
| 2003  | Dr. Yarlagadda Lakshmi Prasad            | Littérature et éducation | Andhra Pradesh     | Inde   |
| 2003  | Mme Jyotirmoyee Sikdar                   | Sports                   | Bengale-Occidental | Inde   |
| 2003  | Mme Malavika Sarukkai                    | Arts                     | Tamil Nadu         | Inde   |
| 2003  | Mme Ranjana Gauhar                       | Arts                     | Delhi              | Inde   |
| 2003  | Pandit Satish Chintaman Vyas             | Arts                     | Maharashtra        | Inde   |
| 2003  | Prof. Jagdev Singh Guleria               | Médecine                 | Delhi              | Inde   |
| 2003  | Prof. Asok Kumar Barua                   | Sciences et génie        | Bengale-Occidental | Inde   |
| 2003  | Prof. Gopal Chandra Mitra                | Sciences et génie        | Orissa             | Inde   |
| 2003  | Prof. Narayana Panicker Kochupillai      | Médecine                 | Delhi              | Inde   |
| 2003  | Prof. Ram Gopal Bajaj                    | Arts                     | Andhra Pradesh     | Inde   |
| 2003  | Prof. Mme Rita Ganguly                   | Arts                     | Delhi              | Inde   |
| 2003  | Aamir Khan                               | Arts                     | Maharashtra        | Inde   |
| 2003  | Baburao Govindrao Shirke                 | Sciences et génie        | Maharashtra        | Inde   |
| 2003  | Danny Denzongpa                          | Arts                     | Maharashtra        | Inde   |
| 2003  | Gopal Purushottam Phadke                 | Sports                   | Maharashtra        | Inde   |
| 2003  | Jahnu Barua                              | Littérature et éducation | Assam              | Inde   |
| 2003  | Kanhaya Lal Pokhriyal                    | Sports                   | Uttarakhand        | Inde   |
| 2003  | Kishorebhai Ratilal Zaveri               | Travail social           | Delhi              | Inde   |
| 2003  | Mahendra Singh Sodha                     | Sciences et génie        | Uttar Pradesh      | Inde   |
| 2003  | Manthiram Natarajan                      | Sciences et génie        | Delhi              | Inde   |
| 2003  | Manzoor Ahtesham                         | Littérature et éducation | Madhya Pradesh     | Inde   |
| 2003  | Nagarajan Vedachalam                     | Sciences et génie        | Kerala             | Inde   |
| 2003  | Nalli Kuppuswami Chettiar                | Commerce et industrie    | Tamil Nadu         | Inde   |
| 2003  | Nandanoori Mukesh Kumar                  | Sports                   | Andhra Pradesh     | Inde   |
| 2003  | Nemi Chandra Jain                        | Arts                     | Delhi              | Inde   |
| 2003  | Nokdenlemba                              | Littérature et éducation | Nagaland           | Inde   |
| 2003  | Om Prakash Jain                          | Arts                     | Delhi              | Inde   |
| 2003  | Pratapsinh Ganapatrao Jadhav             | Autre                    | Maharashtra        | Inde   |
| 2003  | Ramasamy Vairamuthu                      | Littérature et éducation | Tamil Nadu         | Inde   |
| 2003  | Sadashiv Vasantrao Gorakshkar            | Arts                     | Maharashtra        | Inde   |
| 2003  | Shailendra Nath Shrivastava              | Littérature et éducation | Bihar              | Inde   |
| 2003  | Shivram Baburao Bhoje                    | Sciences et génie        | Maharashtra        | Inde   |
| 2003  | Srinivas Venkataraghavan                 | Sports                   | Tamil Nadu         | Inde   |
| 2003  | Sundaram Ramakrishnan                    | Sciences et génie        | Kerala             | Inde   |
| 2003  | Tekkatte Narayan Shanbhag                | Littérature et éducation | Maharashtra        | Inde   |
| 2003  | T. M. Soundararajan                      | Arts                     | Tamil Nadu         | Inde   |
| 2003  | Vadiraj Raghavendra Katti                | Sciences et génie        | Karnataka          | Inde   |
| 2003  | Kshetrimayum Ongbi Thouranisabi Devi     | Arts                     | Manipur            | Inde   |
| 2003  | Raakhee                                  | Arts                     | Maharashtra        | Inde   |
| 2003  | Sukumari                                 | Arts                     | Tamil Nadu         | Inde   |
| 2003  | Verna Elizabeth Watre Ingty              | Travail social           | Meghalaya          | Inde   |
| 2003  | Ustad Shafaat Ahmed Khan                 | Arts                     | Delhi              | Inde   |

## Récipiendaires de l'année 2004
| Année | Nom                                     | Domaine                  | État               | Pays       |
| ----- | --------------------------------------- | ------------------------ | ------------------ | ---------- |
| 2004  | Dr. Arun Trimbak Dabke                  | Médecine                 | Chhattisgarh       | Inde       |
| 2004  | Dr. Ashwin Balachand Mehta              | Médecine                 | Maharashtra        | Inde       |
| 2004  | Dr. Devi Prasad Shetty                  | Médecine                 | Karnataka          | Inde       |
| 2004  | Dr. Gopal Prasad Sinha                  | Médecine                 | Bihar              | Inde       |
| 2004  | Dr. Kudli Nanjuda Ghanpathi Shankara    | Sciences et génie        | Gujarat            | Inde       |
| 2004  | Dr. Kumarpal Desai                      | Littérature et éducation | Gujarat            | Inde       |
| 2004  | Dr. Lalji Singh                         | Sciences et génie        | Andhra Pradesh     | Inde       |
| 2004  | Dr. Ramesh Chandra Shah                 | Littérature et éducation | Madhya Pradesh     | Inde       |
| 2004  | Dr. Samuel Paul                         | Littérature et éducation | Karnataka          | Inde       |
| 2004  | Dr. Sharad Moreshwar Hardikar           | Médecine                 | Maharashtra        | Inde       |
| 2004  | Dr. Shyam Narain Panday                 | Littérature et éducation | Uttar Pradesh      | Inde       |
| 2004  | Dr. Siddhartha Mehta                    | Médecine                 | Delhi              | Inde       |
| 2004  | Dr. Subhash Chand Manchanda             | Médecine                 | Delhi              | Inde       |
| 2004  | Dr. Surinder Kumar Sama                 | Médecine                 | Delhi              | Inde       |
| 2004  | Dr. Syed Shah Mohammed Hussaini         | Littérature et éducation | Karnataka          | Inde       |
| 2004  | Dr. Tumkur Seetharamiah Prahlad         | Sciences et génie        | Karnataka          | Inde       |
| 2004  | Dr. Vishweshwaraiah Prakash             | Sciences et génie        | Karnataka          | Inde       |
| 2004  | Dr. Mme Dalip Kaur Tiwana               | Littérature et éducation | Pendjab            | Inde       |
| 2004  | Dr. Mme Tatyana Yakovlevna Elizarenkova | Littérature et éducation |                    | Russie     |
| 2004  | Keezhpadam Kumaran Nair                 | Arts                     | Kerala             | Inde       |
| 2004  | Guru M. Veernala Jayaram Rao            | Arts                     | Delhi              | Inde       |
| 2004  | Meher Jehangir Banaji                   | Travail social           | Maharashtra        | Inde       |
| 2004  | Mme Flora Isabel MacDonald              | Affaires publiques       |                    | Canada     |
| 2004  | Mme K. M. Beenamol                      | Sports                   | Kerala             | Inde       |
| 2004  | Mme Premlata Puri                       | Littérature et éducation | Delhi              | Inde       |
| 2004  | Pandit Bhajan Sopori                    | Arts                     | Delhi              | Inde       |
| 2004  | Pandit Surinder Singh                   | Arts                     | Delhi              | Inde       |
| 2004  | Prof. Anil Kumar Gupta                  | Littérature et éducation | Gujarat            | Inde       |
| 2004  | Prof. Asifa Zamani                      | Littérature et éducation | Uttar Pradesh      | Inde       |
| 2004  | Prof. Hamlet Bareh Ngapkynta            | Littérature et éducation | Meghalaya          | Inde       |
| 2004  | Prof. Kesava Paniker Ayyappa Paniker    | Littérature et éducation | Kerala             | Inde       |
| 2004  | Prof. Mamannamana Vijayan               | Sciences et génie        | Karnataka          | Inde       |
| 2004  | Prof. Prithvi Nath Kaula                | Littérature et éducation | Uttar Pradesh      | Inde       |
| 2004  | Prof. Rajan Saxena                      | Médecine                 | Uttar Pradesh      | Inde       |
| 2004  | Prof. Rajpal Singh Sirohi               | Sciences et génie        | Delhi              | Inde       |
| 2004  | Prof. Dr. Heinrich von Stietencron      | Littérature et éducation |                    | Allemagne  |
| 2004  | Prof. Mme Sunita Jain                   | Littérature et éducation | Delhi              | Inde       |
| 2004  | Pt. Damodar Keshav Datar                | Arts                     | Maharashtra        | Inde       |
| 2004  | Hariharan                               | Arts                     | Maharashtra        | Inde       |
| 2004  | Anupam Kher                             | Arts                     | Maharashtra        | Inde       |
| 2004  | Aubakir Dastanuly Nilibayev             | Littérature et éducation |                    | Kazakhstan |
| 2004  | Bal Gangadhar Samant                    | Littérature et éducation | Maharashtra        | Inde       |
| 2004  | Batchu Lutchmiah Srinivasa Murthy       | Travail social           | Karnataka          | Inde       |
| 2004  | Bharathi Rajaa                          | Arts                     | Tamil Nadu         | Inde       |
| 2004  | Dilip Kumar Tirkey                      | Sports                   | Orissa             | Inde       |
| 2004  | Haridwaramangalam A. K. Palanivel       | Arts                     | Tamil Nadu         | Inde       |
| 2004  | Heisnam Kanhailal                       | Arts                     | Manipur            | Inde       |
| 2004  | Kadri Gopalnath                         | Arts                     | Karnataka          | Inde       |
| 2004  | Kanhaiya Lal Sethia                     | Littérature et éducation | Rajasthan          | Inde       |
| 2004  | Kantibhai Baldevbhai Patel              | Arts                     | Gujarat            | Inde       |
| 2004  | Krishn Kanhai                           | Arts                     | Uttar Pradesh      | Inde       |
| 2004  | Leeladhar Jagoodi                       | Littérature et éducation | Uttarakhand        | Inde       |
| 2004  | Maguni Charan Das                       | Arts                     | Orissa             | Inde       |
| 2004  | Manoranjan Das                          | Arts                     | Orissa             | Inde       |
| 2004  | Morup Namgial                           | Arts                     | Jammu-et-Cachemire | Inde       |
| 2004  | Nalini Ranjan Mohanty                   | Sciences et génie        | Karnataka          | Inde       |
| 2004  | Nampally Divakar                        | Sciences et génie        | Andhra Pradesh     | Inde       |
| 2004  | Neyyattinkara Vasudevan                 | Arts                     | Kerala             | Inde       |
| 2004  | P. Parameswaran                         | Littérature et éducation | Kerala             | Inde       |
| 2004  | Purshottam Das Jalota                   | Arts                     | Maharashtra        | Inde       |
| 2004  | Rahul Dravid                            | Sports                   | Karnataka          | Inde       |
| 2004  | Satish Kumar Kaura                      | Sciences et génie        | Delhi              | Inde       |
| 2004  | Sourav Ganguly                          | Sports                   | Bengale-Occidental | Inde       |
| 2004  | Sudhir Tailang                          | Littérature et éducation | Delhi              | Inde       |
| 2004  | Anju Bobby George                       | Sports                   | Kerala             | Inde       |
| 2004  | Bharati Shivaji                         | Arts                     | Delhi              | Inde       |
| 2004  | Gowri Ishwaran                          | Littérature et éducation | Delhi              | Inde       |
| 2004  | Gurmayum Anita Devi                     | Sports                   | Manipur            | Inde       |
| 2004  | Queenie Rynjah                          | Travail social           | Meghalaya          | Inde       |
| 2004  | Sharayu Daftary                         | Commerce et industrie    | Maharashtra        | Inde       |
| 2004  | Sikkil Natesan Neela                    | Arts                     | Tamil Nadu         | Inde       |
| 2004  | Sikkil Venkatraman Kunjumani            | Arts                     | Tamil Nadu         | Inde       |
| 2004  | Sudha Raghunathan                       | Arts                     | Tamil Nadu         | Inde       |
| 2004  | Yogachar Sadashiv Prahlad Nimbalkar     | Sports                   | Maharashtra        | Inde       |

## Récipiendaires de l'année 2005
| Année | Nom                                        | Domaine                  | État               | Pays      |
| ----- | ------------------------------------------ | ------------------------ | ------------------ | --------- |
| 2005  | Dr. Cyrus Soli Poonawalla                  | Médecine                 | Maharashtra        | Inde      |
| 2005  | Dr. Dipankar Banerjee                      | Sciences et génie        | Delhi              | Inde      |
| 2005  | Dr. Govindaswamy Bakthavathsalam           | Médecine                 | Tamil Nadu         | Inde      |
| 2005  | Dr. Jitendra Mohan Hans                    | Médecine                 | Delhi              | Inde      |
| 2005  | Dr. Narendra Nath Lavu                     | Médecine                 | Andhra Pradesh     | Inde      |
| 2005  | Dr. Paneenazhikath Narayana Vasudeva Kurup | Médecine                 | Delhi              | Inde      |
| 2005  | Dr. S. B. Mujumdar                         | Littérature et éducation | Maharashtra        | Inde      |
| 2005  | Dr. Srikumar Banerjee                      | Sciences et génie        | Maharashtra        | Inde      |
| 2005  | Dr. Veer Singh Mehta                       | Médecine                 | Delhi              | Inde      |
| 2005  | Guru Kedar Nath Sahoo                      | Arts                     | Jharkhand          | Inde      |
| 2005  | Mlle Hema Bharali                          | Travail social           | Assam              | Inde      |
| 2005  | Rajyavardhan Singh Rathore                 | Sports                   | Rajasthan          | Inde      |
| 2005  | Mme Indira Jaising                         | Affaires publiques       | Delhi              | Inde      |
| 2005  | Mme Mehrunnisa Parvez                      | Littérature et éducation | Madhya Pradesh     | Inde      |
| 2005  | Mme Rachel Thomas                          | Sports                   | Delhi              | Inde      |
| 2005  | Mme Sunita Narain                          | Autre                    | Delhi              | Inde      |
| 2005  | Prof. Amiya Kumar Bagchi                   | Littérature et éducation | Bengale-Occidental | Inde      |
| 2005  | Prof. Bhagavatula Dattaguru                | Sciences et génie        | Karnataka          | Inde      |
| 2005  | Prof. Darchhawna                           | Littérature et éducation | Mizoram            | Inde      |
| 2005  | Prof. Jagtar Singh Grewal                  | Littérature et éducation | Chandigarh         | Inde      |
| 2005  | Prof. Madappa Mahadevappa                  | Sciences et génie        | Karnataka          | Inde      |
| 2005  | Prof. Madhu Sudan Kanungo                  | Sciences et génie        | Uttar Pradesh      | Inde      |
| 2005  | Raasacha Swami Ram Swaroop Sharma          | Arts                     | Uttar Pradesh      | Inde      |
| 2005  | Rev. Lalsawma                              | Travail social           | Mizoram            | Inde      |
| 2005  | Amin Kamil                                 | Littérature et éducation | Jammu-et-Cachemire | Inde      |
| 2005  | Anil Kumble                                | Sports                   | Karnataka          | Inde      |
| 2005  | Banwari Lal Chouksey                       | Sciences et génie        | Madhya Pradesh     | Inde      |
| 2005  | Bilat Paswan Vihangam                      | Littérature et éducation | Bihar              | Inde      |
| 2005  | Chaturbhuj Meher                           | Arts                     | Orissa             | Inde      |
| 2005  | Gadul Singh Lama (Sanu Lama)               | Littérature et éducation | Sikkim             | Inde      |
| 2005  | Gurbachan Singh Randhawa                   | Sports                   | Delhi              | Inde      |
| 2005  | K.C. Reddy                                 | Sciences et génie        | Karnataka          | Inde      |
| 2005  | Kunnakudi Ramaswami Sastri Vaidyanathan    | Arts                     | Tamil Nadu         | Inde      |
| 2005  | Mammen Mathew                              | Littérature et éducation | Kerala             | Inde      |
| 2005  | Manas Chaudhuri                            | Littérature et éducation | Meghalaya          | Inde      |
| 2005  | Manuel Santana Aguiar alias M. Boyer       | Arts                     | Goa                | Inde      |
| 2005  | Muzaffar Ali                               | Arts                     | Delhi              | Inde      |
| 2005  | Nana M. Chudasama                          | Travail social           | Maharashtra        | Inde      |
| 2005  | Pullela Gopichand                          | Sports                   | Andhra Pradesh     | Inde      |
| 2005  | Punaram Nishad                             | Arts                     | Chhattisgarh       | Inde      |
| 2005  | Puran Chand Wadali                         | Arts                     | Pendjab            | Inde      |
| 2005  | Shah Rukh Khan                             | Arts                     | Maharashtra        | Inde      |
| 2005  | Sougaijam Thanil Singh                     | Arts                     | Manipur            | Inde      |
| 2005  | Sushil Sahai                               | Sciences et génie        | Uttar Pradesh      | Inde      |
| 2005  | Vasudevan Gnana Gandhi                     | Sciences et génie        | Kerala             | Inde      |
| 2005  | Mme Gladys June Staines                    | Travail social           |                    | Australie |
| 2005  | Kavita Krishnamurthy                       | Arts                     | Karnataka          | Inde      |
| 2005  | Komala Varadan                             | Arts                     | Delhi              | Inde      |
| 2005  | K. S. Chitra                               | Arts                     | Tamil Nadu         | Inde      |
| 2005  | Kumkum Mohanty                             | Arts                     | Orissa             | Inde      |
| 2005  | Shameem Dev Azad                           | Arts                     | Delhi              | Inde      |
| 2005  | Shobhana Bhartia                           | Littérature et éducation | Delhi              | Inde      |
| 2005  | Theilin Phanbuh                            | Travail social           | Meghalaya          | Inde      |
| 2005  | Yumlembam Gambhini Devi                    | Arts                     | Manipur            | Inde      |
| 2005  | Ustad Ghulam Sadiq Khan                    | Arts                     | Delhi              | Inde      |

## Récipiendaires de l'année 2006
| Année | Nom                                         | Domaine                  | État               | Pays      |
| ----- | ------------------------------------------- | ------------------------ | ------------------ | --------- |
| 2006  | Dr. Anil Prakash Joshi                      | Travail social           | Uttarakhand        | Inde      |
| 2006  | Dr. Bhuvaraghan Palaniappan                 | Médecine                 | Tamil Nadu         | Inde      |
| 2006  | Dr. Bonbehari Vishnu Nimbkar                | Sciences et génie        | Maharashtra        | Inde      |
| 2006  | Dr. Devappagowda Chinnaiah                  | Médecine                 | Karnataka          | Inde      |
| 2006  | Dr. Ghanashyam Mishra                       | Médecine                 | Orissa             | Inde      |
| 2006  | Dr. Harbhajan Singh Rissam                  | Médecine                 | Delhi              | Inde      |
| 2006  | Dr. Harsh Kumar Gupta                       | Sciences et génie        | Andhra Pradesh     | Inde      |
| 2006  | Dr. Laltluangliana Khiangte                 | Littérature et éducation | Mizoram            | Inde      |
| 2006  | Dr. Lothar Lutze                            | Littérature et éducation |                    | Allemagne |
| 2006  | Dr. R. Balasubramanian                      | Sciences et génie        | Tamil Nadu         | Inde      |
| 2006  | Dr. Sanjeev Bagai                           | Médecine                 | Delhi              | Inde      |
| 2006  | Dr. Seyed Ehtesham Hasnain                  | Sciences et génie        | Andhra Pradesh     | Inde      |
| 2006  | Dr. Suwalal Chhaganmal Bafna                | Travail social           | Maharashtra        | Inde      |
| 2006  | Dr. Swaminathan Sivaram                     | Sciences et génie        | Maharashtra        | Inde      |
| 2006  | Dr. Tehemton Erach Udwadia                  | Médecine                 | Maharashtra        | Inde      |
| 2006  | Dr. Yashodhar Mathpal                       | Arts                     | Uttarakhand        | Inde      |
| 2006  | Dr. Mme Ilena Citaristi                     | Arts                     | Orissa             | Inde      |
| 2006  | Dr. Mme Mehmooda Ali Shah                   | Littérature et éducation | Jammu-et-Cachemire | Inde      |
| 2006  | Dr. Mme Tsering Landol                      | Médecine                 | Jammu-et-Cachemire | Inde      |
| 2006  | Guru Shyama Charan Pati                     | Arts                     | Jharkhand          | Inde      |
| 2006  | Mme Sania Mirza                             | Sports                   | Andhra Pradesh     | Inde      |
| 2006  | Mme Ajeet Cour                              | Littérature et éducation | Delhi              | Inde      |
| 2006  | Mme Mary Kom                                | Sports                   | Manipur            | Inde      |
| 2006  | Mme Shobana Chandrakumar                    | Arts                     | Kerala             | Inde      |
| 2006  | Mme Sucheta Dalal                           | Journalisme              | Maharashtra        | Inde      |
| 2006  | Prof. Hakim Syed Zillur Rahman              | Médecine                 | Uttar Pradesh      | Inde      |
| 2006  | Prof. Narendra Kumar                        | Sciences et génie        | Karnataka          | Inde      |
| 2006  | Prof. Sitanshu Yashaschandra                | Littérature et éducation | Gujarat            | Inde      |
| 2006  | Prof. (Dr.) Kamal Kumar Sethi               | Médecine                 | Delhi              | Inde      |
| 2006  | Prof. (Dr.) Mohan Kameswaran                | Médecine                 | Tamil Nadu         | Inde      |
| 2006  | Prof.(Dr) Upendra Kaul                      | Médecine                 | Delhi              | Inde      |
| 2006  | Sheikh Abdul Rahman Bin Abdullah Al-Mahmoud | Affaires publiques       |                    | Qatar     |
| 2006  | Aribam Syam Sharma                          | Arts                     | Manipur            | Inde      |
| 2006  | Bahadur Singh Sagoo                         | Sports                   | Pendjab            | Inde      |
| 2006  | Billy Arjan Singh                           | Environnement            | Uttar Pradesh      | Inde      |
| 2006  | J. N. Chaudhry                              | Service public           | Delhi              | Inde      |
| 2006  | Kashmiri Lal Zakir                          | Littérature et éducation | Chandigarh         | Inde      |
| 2006  | Kavungal Chatunni Panicker                  | Arts                     | Kerala             | Inde      |
| 2006  | Madhup Mudgal                               | Arts                     | Delhi              | Inde      |
| 2006  | Mehmood Dhaulpuri                           | Arts                     | Delhi              | Inde      |
| 2006  | Melhupra Vero                               | Travail social           | Nagaland           | Inde      |
| 2006  | Mohan Singh Gunjyal                         | Sports                   | Arunachal Pradesh  | Inde      |
| 2006  | P.S. Bedi                                   | Travail social           | Delhi              | Inde      |
| 2006  | Pankaj Udhas                                | Arts                     | Maharashtra        | Inde      |
| 2006  | Prasad Sawkar                               | Arts                     | Goa                | Inde      |
| 2006  | Rajendra Kumar Saboo                        | Travail social           | Chandigarh         | Inde      |
| 2006  | Shree Lal Joshi                             | Arts                     | Rajasthan          | Inde      |
| 2006  | Suresh Krishna                              | Commerce et industrie    | Tamil Nadu         | Inde      |
| 2006  | Sudha Varghese                              | Travail social           | Bihar              | Inde      |
| 2006  | Fatima Zakaria                              | Littérature et éducation | Maharashtra        | Inde      |
| 2006  | Gayatri Sankaran                            | Arts                     | Tamil Nadu         | Inde      |
| 2006  | Kanaka Srinivasan                           | Arts                     | Delhi              | Inde      |
| 2006  | Madhumita Bisht                             | Sports                   | Delhi              | Inde      |
| 2006  | Mrinal Pande                                | Journalisme              | Delhi              | Inde      |
| 2006  | Shahnaz Husain                              | Commerce et industrie    | Delhi              | Inde      |
| 2006  | M. Abhinesh Michael Fernandez               | Travail social           | Karnataka          | Inde      |
| 2006  | Sugathakumari                               | Littérature et éducation | Kerala             | Inde      |
| 2006  | Surinder Kaur                               | Arts                     | Haryana            | Inde      |
| 2006  | Vasundhra Komkali                           | Arts                     | Madhya Pradesh     | Inde      |
| 2006  | Swami Hari Govind Maharaj                   | Arts                     | Uttar Pradesh      | Inde      |
| 2006  | Ustad Rashid Khan                           | Arts                     | Bengale-Occidental | Inde      |

## Récipiendaires de l'année 2007
| Année | Nom                                    | Domaine                  | État               | Pays        |
| ----- | -------------------------------------- | ------------------------ | ------------------ | ----------- |
| 2007  | Rajmata Goverdan Kumarri               | Arts                     | Gujarat            | Inde        |
| 2007  | Dr. Mme Ananda Shankar Jayant          | Arts                     | Andhra Pradesh     | Inde        |
| 2007  | Dr. Mme Temsüla Ao                     | Littérature et éducation | Assam              | Inde        |
| 2007  | Dr. Ashok Kumar Hemal                  | Médecine                 | Delhi              | Inde        |
| 2007  | Dr. Atul Kumar                         | Médecine                 | Delhi              | Inde        |
| 2007  | Dr. B. Paul Thaliath                   | Médecine                 | Uttar Pradesh      | Inde        |
| 2007  | Dr. Bakul Harshadrai Dholakia          | Littérature et éducation | Gujarat            | Inde        |
| 2007  | Dr. Balbir Singh                       | Médecine                 | Delhi              | Inde        |
| 2007  | Dr. Baldev Raj                         | Sciences et génie        | Tamil Nadu         | Inde        |
| 2007  | Dr. K.R. Palaniswamy                   | Médecine                 | Tamil Nadu         | Inde        |
| 2007  | Dr. Lalit Pande                        | Environnement            | Uttarakhand        | Inde        |
| 2007  | Dr. M. Mohan Babu                      | Arts                     | Andhra Pradesh     | Inde        |
| 2007  | Dr. Mahadev Prasad Pandey              | Littérature et éducation | Chhattisgarh       | Inde        |
| 2007  | Dr. Mahipal S. Sachdev                 | Médecine                 | Delhi              | Inde        |
| 2007  | Dr. Manjunath Cholenahally Nanjappa    | Médecine                 | Karnataka          | Inde        |
| 2007  | Dr. Mayilvahanan Natarajan             | Médecine                 | Tamil Nadu         | Inde        |
| 2007  | Dr. Mohsin Wali                        | Médecine                 | Delhi              | Inde        |
| 2007  | Dr. Ravi Narayan Bastia                | Sciences et génie        | Maharashtra        | Inde        |
| 2007  | Dr. Sheo Bhagwan Tibrewal              | Médecine                 |                    | Royaume-Uni |
| 2007  | Dr. Sukumar Azhikode                   | Littérature et éducation | Kerala             | Inde        |
| 2007  | Dr. Thanu Padmanabhan                  | Sciences et génie        | Maharashtra        | Inde        |
| 2007  | Dr. Thekkethil Kochandy Alex           | Sciences et génie        | Karnataka          | Inde        |
| 2007  | Dr. Yusufkhan Mohamadkhan Pathan       | Littérature et éducation | Maharashtra        | Inde        |
| 2007  | Dr. Mme Syeda Saiyidain Hameed         | Affaires publiques       | Delhi              | Inde        |
| 2007  | Prof. Devindra Rahinwal                | Travail social           | Uttarakhand        | Inde        |
| 2007  | Ravindra Dayal                         | Littérature et éducation | Delhi              | Inde        |
| 2007  | Lama Thup Phuntsok                     | Travail social           | Arunachal Pradesh  | Inde        |
| 2007  | Mme Koneru Humpy                       | Sports                   | Andhra Pradesh     | Inde        |
| 2007  | Mme Meenakshi Gopinath                 | Littérature et éducation | Delhi              | Inde        |
| 2007  | Mme Naina Lal Kidwai                   | Commerce et industrie    | Maharashtra        | Inde        |
| 2007  | Mme Runa Banerjee                      | Travail social           | Uttar Pradesh      | Inde        |
| 2007  | Mme Tarla Dalal                        | Autre                    | Maharashtra        | Inde        |
| 2007  | Mme Teesta Setalvad                    | Affaires publiques       | Maharashtra        | Inde        |
| 2007  | Prof. (Dr) Adya Prasad Mishra          | Littérature et éducation | Uttar Pradesh      | Inde        |
| 2007  | Prof. (Dr.) Anoop Misra                | Médecine                 | Delhi              | Inde        |
| 2007  | Prof. (Dr.) Harpinder Singh Chawla     | Médecine                 | Chandigarh         | Inde        |
| 2007  | Prof. (Dr.) Narmada Prasad Gupta       | Médecine                 | Delhi              | Inde        |
| 2007  | Prof. (Dr.) Perumalsamy Namperumalsamy | Médecine                 | Tamil Nadu         | Inde        |
| 2007  | Prof. (Dr.) Shekhar Pathak             | Littérature et éducation | Uttarakhand        | Inde        |
| 2007  | Prof. S Pratibha Ray                   | Littérature et éducation | Orissa             | Inde        |
| 2007  | Prof. Ananda Mohan Chakrabarty         | Sciences et génie        |                    | États-Unis  |
| 2007  | Prof. Mushirul Hassan                  | Littérature et éducation | Delhi              | Inde        |
| 2007  | Prof. Rostislav Borisovich Rybakov     | Littérature et éducation |                    | Russie      |
| 2007  | Prof. Sudhir Kumar Sopory              | Sciences et génie        | Haryana            | Inde        |
| 2007  | Prof. (Dr.) Dilip K. Biswas            | Sciences et génie        | Delhi              | Inde        |
| 2007  | Prof. (Dr.) Kharak Singh Valdiya       | Sciences et génie        | Karnataka          | Inde        |
| 2007  | Amitav Ghosh                           | Littérature et éducation |                    | Inde        |
| 2007  | A. Sivasailam                          | Commerce et industrie    | Tamil Nadu         | Inde        |
| 2007  | Astad Aderbad Deboo                    | Arts                     | Maharashtra        | Inde        |
| 2007  | Bharath Balachandra Menon              | Arts                     | Kerala             | Inde        |
| 2007  | Gajendra Narayan Singh                 | Arts                     | Bihar              | Inde        |
| 2007  | Giriraj Kishore                        | Littérature et éducation | Uttar Pradesh      | Inde        |
| 2007  | Jeev Milkha Singh                      | Sports                   | Pendjab            | Inde        |
| 2007  | Khalid Zaheer                          | Travail social           | Uttarakhand        | Inde        |
| 2007  | Kiran Karnik                           | Sciences et génie        | Delhi              | Inde        |
| 2007  | M. Louis Remo Fernandes                | Arts                     | Goa                | Inde        |
| 2007  | Mujtaba Hussain                        | Littérature et éducation | Andhra Pradesh     | Inde        |
| 2007  | P. Gopinathan                          | Arts                     | Kerala             | Inde        |
| 2007  | Pannuru Sripathy                       | Arts                     | Andhra Pradesh     | Inde        |
| 2007  | Rabinder Gokaldas Ahuja                | Autre                    | Maharashtra        | Inde        |
| 2007  | Rajinder Gupta                         | Commerce et industrie    | Pendjab            | Inde        |
| 2007  | S. Dhakshinamurthy Pillai              | Arts                     | Tamil Nadu         | Inde        |
| 2007  | Kavingar Vaali                         | Littérature et éducation | Tamil Nadu         | Inde        |
| 2007  | Sonam Skalzang                         | Arts                     | Jammu-et-Cachemire | Inde        |
| 2007  | Sonam Tshering Lepcha                  | Arts                     | Sikkim             | Inde        |
| 2007  | M. Sushil Gupta                        | Travail social           | Delhi              | Inde        |
| 2007  | Thingbaijam Babu Singh                 | Arts                     | Manipur            | Inde        |
| 2007  | Valayapatti A.R. Subramaniam           | Arts                     | Tamil Nadu         | Inde        |
| 2007  | Vijaydan Detha                         | Littérature et éducation | Rajasthan          | Inde        |
| 2007  | Vikram Seth                            | Littérature et éducation |                    | Inde        |
| 2007  | Waman Thakre                           | Arts                     | Madhya Pradesh     | Inde        |
| 2007  | Sister S. M. Cyril                     | Travail social           |                    | Irlande     |
| 2007  | Geeta Chandran                         | Arts                     | Delhi              | Inde        |
| 2007  | Neelamani Devi                         | Arts                     | Manipur            | Inde        |
| 2007  | P.R. Thilagam                          | Arts                     | Tamil Nadu         | Inde        |
| 2007  | Pushpa Hans                            | Arts                     | Delhi              | Inde        |
| 2007  | Shanti Hiranand                        | Arts                     | Delhi              | Inde        |
| 2007  | Shashikala Jawalkar                    | Arts                     | Maharashtra        | Inde        |
| 2007  | M. Gajendra Narayan Singh              | Arts                     | Bihar              | Inde        |

## Récipiendaires de l'année 2008
| Année | Nom                              | Domaine                         | État                        | Pays       |
| ----- | -------------------------------- | ------------------------------- | --------------------------- | ---------- |
| 2008  | Prof. Yella Venkateswara Rao     | Arts                            | Andhra Pradesh              | Inde       |
| 2008  | M. Vinod Dua                     | Journalisme                     | Delhi                       | Inde       |
| 2008  | Vikramjit Singh Sahney           | Travail social                  | Delhi                       | Inde       |
| 2008  | Dr. Vellayani Arjunan            | Littérature et éducation        | Kerala                      | Inde       |
| 2008  | V.R. Gowrishankar                | Travail social                  | Karnataka                   | Inde       |
| 2008  | Dr. Tony Fernandez               | Médecine                        | Kerala                      | Inde       |
| 2008  | M.A. Yousuf Ali                  | Travail social                  | Émirats arabes unis, Kerala | Inde       |
| 2008  | Tom Alter                        | Arts                            | Tamil Nadu                  | Inde       |
| 2008  | Surjya Kanta Hazarika            | Littérature et éducation        | Assam                       | Inde       |
| 2008  | Prof. Sukhadeo Thorat            | Littérature et éducation        | Delhi                       | Inde       |
| 2008  | Dr. Srinivas Udgata              | Littérature et éducation        | Orissa                      | Inde       |
| 2008  | Dr. Sirkazhi G. Sivachidambaram  | Arts                            | Tamil Nadu                  | Inde       |
| 2008  | Dr. Shyam Narayan Aryar          | Médecine                        | Bihar                       | Inde       |
| 2008  | Sentila T. Yanger                | Arts                            | Nagaland                    | Inde       |
| 2008  | Dr. Sant Singh Virmani           | Sciences et arts de l'ingénieur |                             | États-Unis |
| 2008  | Sabitri Heisnam                  | Arts                            | Manipur                     | Inde       |
| 2008  | Dr. Randhir Sud                  | Médecine                        | Delhi                       | Inde       |
| 2008  | Dr. Raman Kapur                  | Médecine                        | Delhi                       | Inde       |
| 2008  | Dr. Rakesh Kumar Jain            | Médecine                        | Uttarakhand                 | Inde       |
| 2008  | Rajdeep Sardesai                 | Journalisme                     | Delhi                       | Inde       |
| 2008  | Pratap Pawar                     | Arts                            | Royaume-Uni                 |            |
| 2008  | Pandit Gokulotsavji Maharaj      | Arts                            | Madhya Pradesh              | Inde       |
| 2008  | P.K. Narayanan Nambiar           | Arts                            | Kerala                      | Inde       |
| 2008  | Dr. Nirupam Bajpai               | Littérature et éducation        | États-Unis                  |            |
| 2008  | Moozhikkulam Kochukuttan Chakyar | Arts                            | Kerala                      | Inde       |
| 2008  | Meenakshi Chitharanjan           | Arts                            | Tamil Nadu                  | Inde       |
| 2008  | M. Manoj Night Shyamalan         | Arts                            | États-Unis                  |            |
| 2008  | Madan Mohan Sabharwal            | Travail social                  | Delhi                       | Inde       |
| 2008  | Dr. Kutikuppala Surya Rao        | Travail social                  | Andhra Pradesh              | Inde       |
| 2008  | Kekoo M. Gandhy                  | Arts                            | Maharashtra                 | Inde       |
| 2008  | Dr. Keiki R. Mehta               | Médecine                        | Maharashtra                 | Inde       |
| 2008  | Sister Karuna Mary Braganza      | Travail social                  | Maharashtra                 | Inde       |
| 2008  | Haji Kaleem Ullah Khan           | Autre                           | Uttar Pradesh               | Inde       |
| 2008  | Kailash Chandra Agrawal          | Travail social                  | Rajasthan                   | Inde       |
| 2008  | Dr. Joseph H. Hulse              | Sciences et arts de l'ingénieur | Canada                      |            |
| 2008  | Jonnalagadda Gurappa Chetty      | Arts                            | Andhra Pradesh              | Inde       |
| 2008  | John Martin Nelson               | Arts                            | Chhattisgarh                | Inde       |
| 2008  | Jawahar Wattal                   | Arts                            | Delhi                       | Inde       |
| 2008  | Jatin Goswami                    | Arts                            | Assam                       | Inde       |
| 2008  | Dr. Indu Bhushan Sinha           | Médecine                        | Bihar                       | Inde       |
| 2008  | M. Hans Raj Hans                 | Arts                            | Pendjab                     | Inde       |
| 2008  | Gennadi Mikhailovich Pechinkov   | Arts                            | Russie                      |            |
| 2008  | Gangadhar Pradhan                | Arts                            | Orissa                      | Inde       |
| 2008  | Dr. Deepak Sehgal                | Médecine                        | Delhi                       | Inde       |
| 2008  | Colette Mathur                   | Affaires publiques              | Suisse                      |            |
| 2008  | Bula Chowdhury Chakraborty       | Sports                          | Bengale-Occidental          | Inde       |
| 2008  | Bholabhai Patel                  | Littérature et éducation        | Gujarat                     | Inde       |
| 2008  | Bhavarlal Hiralal Jain           | Sciences et génie               | Maharashtra                 | Inde       |
| 2008  | Barkha Dutt                      | Journalisme                     | Delhi                       | Inde       |
| 2008  | Balasubramanian Sivanthi Adithan | Littérature et éducation        | Tamil Nadu                  | Inde       |
| 2008  | Baichung Bhutia                  | Sports                          | Sikkim                      | Inde       |
| 2008  | Prof. Amitabh Mattoo             | Littérature et éducation        | Jammu-et-Cachemire          | Inde       |
| 2008  | Dr. Amit Mitra                   | Commerce et industrie           | Delhi                       | Inde       |
| 2008  | Dr. A. Jayanta Kumar Singh       | Médecine                        | Manipur                     | Inde       |
| 2008  | Dr. Malvika Sabharwal            | Médecine                        | Delhi                       | Inde       |
| 2008  | Dr. M. Leelavathy                | Littérature et éducation        | Kerala                      | Inde       |
| 2008  | Dr. Kshama Metre                 | Travail social                  | Himachal Pradesh            | Inde       |
| 2008  | Dr. Helen Giri                   | Arts                            | Meghalaya                   | Inde       |
| 2008  | Dr. Bina Agarwal                 | Littérature et éducation        | Delhi                       | Inde       |
| 2008  | Dr. Sheela Barthakur             | Travail social                  | Assam                       | Inde       |
| 2008  | Prof. (Dr.) Surendra Singh Yadav | Médecine                        | Delhi                       | Inde       |
| 2008  | Prof. (Dr.) K.S. Nisar Ahmed     | Littérature et éducation        | Karnataka                   | Inde       |
| 2008  | Prof. (Dr.) Dinesh K. Bhargava   | Médecine                        | Delhi                       | Inde       |
| 2008  | Prof. (Dr.) C.U. Velmurugendran  | Médecine                        | Tamil Nadu                  | Inde       |
| 2008  | Prof. (Dr.) Arjunan Rajasekaran  | Médecine                        | Tamil Nadu                  | Inde       |
| 2008  | Dr. Mohan Chandra Pant           | Médecine                        | Uttar Pradesh               | Inde       |
| 2008  | Madhuri Dixit                    | Arts                            | Maharashtra                 | Inde       |

## Récipiendaires de l'année 2009
| Année | Nom                                 | Domaine                         | État                     | Pays                |
| ----- | ----------------------------------- | ------------------------------- | ------------------------ | ------------------- |
| 2009  | Thilakan                            | Art                             | Kerala                   | Inde                |
| 2009  | A. Vivekh                           | Art                             | Tamil Nadu               | Inde                |
| 2009  | Aishwarya Rai                       | Art                             | Maharashtra              | Inde                |
| 2009  | Akshay Kumar                        | Art                             | Maharashtra              | Inde                |
| 2009  | Dr. (Ms.) Ameena Ahmed Ahuja        | Art                             | Delhi                    | Inde                |
| 2009  | Aruna Sairam                        | Art                             | Tamil Nadu               | Inde                |
| 2009  | Devayani Chaymotty                  | Art                             |                          | France              |
| 2009  | Mme Geeta Kapur                     | Art                             | Delhi                    | Inde                |
| 2009  | Govind Ram Nirmalkar                | Art                             | Chhattisgarh             | Inde                |
| 2009  | Gurumayum Gourakishor Sharma        | Art                             | Manipur                  | Inde                |
| 2009  | Hashmat Ullah Khan                  | Art                             | Jammu-et-Cachemire       | Inde                |
| 2009  | Helen Khan                          | Art                             | Maharashtra              | Inde                |
| 2009  | Hemi Bawa                           | Art                             | Delhi                    | Inde                |
| 2009  | Pandit Hridaynath Mangeshkar        | Art                             | Maharashtra              | Inde                |
| 2009  | Iravatham Mahadevan                 | Art                             | Tamil Nadu               | Inde                |
| 2009  | K.P. Udayabhanu                     | Art                             | Kerala                   | Inde                |
| 2009  | Dr. Kanneganti Brahmanandam         | Art                             | Andhra Pradesh           | Inde                |
| 2009  | Prof. Kiran Seth                    | Art                             | Delhi                    | Inde                |
| 2009  | Kumar Sanu Bhattacharjee            | Art                             | Maharashtra              | Inde                |
| 2009  | Prof. Dr. (Mme ) Leela Omchery      | Art                             | Delhi                    | Inde                |
| 2009  | Mattannoor Sankarankutty Marar      | Art                             | Kerala                   | Inde                |
| 2009  | Niranjan Goswami                    | Art                             | Bengale-Occidental       | Inde                |
| 2009  | Bhai Nirmal Singh Khalsa            | Art                             | Pendjab                  | Inde                |
| 2009  | Mme Penaz Masani                    | Art                             | Maharashtra              | Inde                |
| 2009  | Prakash N. Dubey                    | Art                             | Maharashtra              | Inde                |
| 2009  | Dr. Pratapaditya Pal                | Art                             |                          | États-Unis          |
| 2009  | Ram Kishore Chhipa                  | Art                             | Rajasthan                | Inde                |
| 2009  | Saoli Mitra                         | Art                             | Bengale-Occidental       | Inde                |
| 2009  | Skendrowell Syiemlieh               | Art                             | Meghalaya                | Inde                |
| 2009  | Dr. Subrahmanyam Krishnaswamy       | Art                             | Tamil Nadu               | Inde                |
| 2009  | Suresh Dutta                        | Art                             | Bengale-Occidental       | Inde                |
| 2009  | Tafazzul Ali                        | Art                             | Assam                    | Inde                |
| 2009  | Udit Narayan                        | Art                             |                          | Népal               |
| 2009  | Kalamandalam Gopi                   | Art                             | Kerala                   | Inde                |
| 2009  | S. B. Ghosh Dastidar                | Service public                  | Haryana                  | Inde                |
| 2009  | Ameen Sayani                        | Télévision                      | Maharashtra              | Inde                |
| 2009  | Abhay Chhajlani                     | Journalisme                     | Madhya Pradesh           | Inde                |
| 2009  | Dr. A. Sankara Reddy                | Littérature et éducation        | Delhi                    | Inde                |
| 2009  | Alok Mehta                          | Littérature et éducation        | Delhi                    | Inde                |
| 2009  | Dr. Bannanje Govindacharya          | Littérature et éducation        | Karnataka                | Inde                |
| 2009  | Dr. Birendranath Datta              | Littérature et éducation        | Assam                    | Inde                |
| 2009  | Prof. Geshe Ngawang Samten          | Littérature et éducation        |                          | Tibet               |
| 2009  | Prof. Jalees Ahmed Khan Tareen      | Littérature et éducation        | Territoire de Pondichéry | Inde                |
| 2009  | Jayanta Mahapatra                   | Littérature et éducation        | Orissa                   | Inde                |
| 2009  | Dr. John Ralston Marr               | Littérature et éducation        |                          | Royaume-Uni         |
| 2009  | Lalthangfala Sailo                  | Littérature et éducation        | Mizoram                  | Inde                |
| 2009  | Laxman Bapu Mane                    | Littérature et éducation        | Maharashtra              | Inde                |
| 2009  | Dr. Mathoor Krishnamurty            | Littérature et éducation        | Karnataka                | Inde                |
| 2009  | Norden Tshering                     | Littérature et éducation        | Sikkim                   | Inde                |
| 2009  | Dr. Panchapakesa Jayaraman          | Littérature et éducation        |                          | États-Unis          |
| 2009  | Prof. Ram Shankar Tripathi          | Littérature et éducation        | Uttar Pradesh            | Inde                |
| 2009  | Prof. (Dr.) Ranbir Chander Sobti    | Littérature et éducation        | Chandigarh               | Inde                |
| 2009  | Dr. Ravindra Nath Shrivastava       | Littérature et éducation        | Bihar                    | Inde                |
| 2009  | Shamsur Rahman Faruqi               | Littérature et éducation        | Uttar Pradesh            | Inde                |
| 2009  | Shashi Deshpande                    | Littérature et éducation        | Karnataka                | Inde                |
| 2009  | Sunny Varkey                        | Littérature et éducation        |                          | Émirats arabes unis |
| 2009  | Suresh Gundu Amonkar                | Littérature et éducation        | Goa                      | Inde                |
| 2009  | Dr. Utpal K. Banerjee               | Littérature et éducation        | Delhi                    | Inde                |
| 2009  | Dr. A. K. Gupta                     | Médecine                        | Maharashtra              | Inde                |
| 2009  | Dr. Alampur Saibaba Goud            | Médecine                        | Andhra Pradesh           | Inde                |
| 2009  | Dr. Arvind Lal                      | Médecine                        | Delhi                    | Inde                |
| 2009  | Dr. Ashok K. Vaid                   | Médecine                        | Delhi                    | Inde                |
| 2009  | Dr. Ashok Kumar Grover              | Médecine                        | Delhi                    | Inde                |
| 2009  | Dr. Balswarup Choubey               | Médecine                        | Maharashtra              | Inde                |
| 2009  | Dr. D. S. Rana                      | Médecine                        | Himachal Pradesh         | Inde                |
| 2009  | Dr. Govindan Vijayaraghavan         | Médecine                        | Kerala                   | Inde                |
| 2009  | Dr. Kalyan Banerjee                 | Médecine                        | Delhi                    | Inde                |
| 2009  | Dr. P.R. Krishna Kumar              | Médecine                        | Tamil Nadu               | Inde                |
| 2009  | Dr. R. Sivaraaman                   | Médecine                        | Tamil Nadu               | Inde                |
| 2009  | Dr. Shaik Khader Noordeen           | Médecine                        | Tamil Nadu               | Inde                |
| 2009  | Prof. (Dr.) Thanikachalam Sadagopan | Médecine                        | Tamil Nadu               | Inde                |
| 2009  | Dr. Yash Gulati                     | Médecine                        | Delhi                    | Inde                |
| 2009  | K. Asungba Sangtam                  | Affaires publiques              | Nagaland                 | Inde                |
| 2009  | Dr. (Mme) Shyamlha Pappu            | Affaires publiques              | Delhi                    | Inde                |
| 2009  | Prof. Syed Iqbal Hasnain            | Environnement                   | Delhi                    | Inde                |
| 2009  | Goriparthi Narasimha Raju Yadav     | Sciences et arts de l'ingénieur | Andhra Pradesh           | Inde                |
| 2009  | Pramod Tandon                       | Sciences et arts de l'ingénieur | Meghalaya                | Inde                |
| 2009  | Bansilal Rathi                      | Travail social                  | Madhya Pradesh           | Inde                |
| 2009  | Begum Bilkees I. Latif              | Travail social                  | Andhra Pradesh           | Inde                |
| 2009  | Cheril Krishna Menon                | Travail social                  |                          | Qatar               |
| 2009  | Rev. Fr. Joseph H. Pereira          | Travail social                  | Maharashtra              | Inde                |
| 2009  | K. Viswanathan                      | Travail social                  | Kerala                   | Inde                |
| 2009  | Mme Keepu Tshering Lepcha           | Travail social                  | Sikkim                   | Inde                |
| 2009  | Prof. Shyam Sunder Maheshwari       | Travail social                  | Rajasthan                | Inde                |
| 2009  | Sunil Kanti Roy                     | Travail social                  | Bengale-Occidental       | Inde                |
| 2009  | Balbir Singh Kullar                 | Sports                          | Pendjab                  | Inde                |
| 2009  | Harbhajan Singh                     | Sports                          | Pendjab                  | Inde                |
| 2009  | Mahendra Singh Dhoni                | Sports                          | Jharkhand                | Inde                |
| 2009  | Pankaj Advani                       | Sports                          | Karnataka                | Inde                |
| 2009  | Surinder Mehta                      | Technologie                     | Delhi                    | Inde                |
| 2009  | M. Arunmugam Sakthivel              | Commerce et industrie           | Tamil Nadu               | Inde                |
| 2009  | Dr. Bavaguthu Raghuram Shetty       | Commerce et industrie           |                          | Émirats arabes unis |
| 2009  | R.K. Krishna Kumar                  | Commerce et industrie           | Maharashtra              | Inde                |